# Fantasy-Jahr 2025
Übersicht

◄◄ | ◄ | 2021 | 2022 | 2023 | 2024 | Fantasy-Jahr 2025

Weitere Ereignisse

## Neuerscheinungen Filme
| Deutscher Titel   | Deutschsprachiges Erscheinungsjahr | Originaltitel     | Regie               | Anmerkungen |
| ----------------- | ---------------------------------- | ----------------- | ------------------- | ----------- |
| In the Lost Lands | 2025                               | In the Lost Lands | Paul W. S. Anderson |             |
| Schneewittchen    | 2025                               | Snow White        | Marc Webb           |             |

## Neuerscheinungen Computerspiele
| Deutscher Titel                           | Originaltitel                             | Studio                | Genre                       | Plattform                                                                     | Anmerkungen                                                             |
| ----------------------------------------- | ----------------------------------------- | --------------------- | --------------------------- | ----------------------------------------------------------------------------- | ----------------------------------------------------------------------- |
| Clair Obscur: Expedition 33               | Clair Obscur: Expedition 33               | Sandfall Interactive  | rundenbasiertes Rollenspiel | Microsoft Windows, PlayStation 5, Xbox Series                                 |                                                                         |
| Doom: The Dark Ages                       | Doom: The Dark Ages                       | id Software           | Ego-Shooter                 | Microsoft Windows, PlayStation 5, Xbox Series                                 | achter Hauptteil im Doom-Franchise                                      |
| The Elder Scrolls IV: Oblivion Remastered | The Elder Scrolls IV: Oblivion Remastered | Bethesda Game Studios | Action-Rollenspiel          | Microsoft Windows, PlayStation 5, Xbox Series X/S                             | Computerspiel-Remaster des Spiels The Elder Scrolls IV: Oblivion (2006) |
| Split Fiction                             | Split Fiction                             | Hazelight Studios     | Action-Adventure            | Microsoft Windows, Nintendo Switch 2, PlayStation 5, Xbox Series              |                                                                         |
| Tails of Iron 2: Whiskers of Winter       | Tails of Iron 2: Whiskers of Winter       | Odd Bug Studio        | Action-Rollenspiel          | Windows, PlayStation 4, PlayStation 5, Nintendo Switch, Xbox One, Xbox Series | Nachfolger von Tails of Iron                                            |

## Gestorben
- Kerry Greenwood (* 1954)
- Peter Morwood (* 1956)
- Swen Papenbrock (* 1960)
- Lisa Jane Smith (* zwischen 1958 und 1965)